# Лех (князь)
Лех I або Лях (*Lech) — 1-й міфічний князь західних полян.

## Життєпис
За легендою, Лех вів свій рід від біблійного патріарха Яфета. Його батьком був Пан, тобто просто «великий пан», ватажок паннонців (або мешка на території Паннонії), що жили на Балканах. Лех з братами Чехом та Русом вирушив з замку Псарьов, який перебував десь на території сучасної Хорватії або Сербії, на північ. Чех з дозволу старшого брата зупинився в області, що омивається Моравою, Егрой, Ельбою і Влтавою, де заснував Прагу і Велеград. Рус пішов далі, дійшовши сучасної Волині та Київщини. Про це вперше згадано у «Великопольському литописі».
Лех ж пішов далі на північ, у незаселену область, зарослу непрохідними лісами. Блукаючи лісами і обираючи місце, найпридатніше для нового місця проживання, Лех знайшов відкриту рівнину з родючим ґрунтом і гарним кліматом, оточену річками, багатими на рибу. Сприятливим знаком були високі стрункі дерева, на яких вили гнізда орли. Лех вирішив тут заснував свою резиденцію, на місці якої згодом виникло місто Гнєзно. А білий орел, побачений Лехом на тлі полум'яніючого від заходу неба, став символом Польщі. 
Країна, де жили нащадки Леха, стала називатися Лехією, а самі нащадки — лехітами. Цей термін використовується для позначення низки західнослов'янських народів, насамперед поляків, кашубів, полабів і словінців.
Достеменно не відомо, коли саме правив Лех. Мартін Галл називає його сучасником римських імператорів Тиберія (I століття н.е.) і Валентиніана (IV століття н.е.), а також згадує про зіткнення Леха з Карлом Великим (VIII-IX століття). Значна частина дослідників схиляються до ймовірності існування такого вождя (або декількох, що об'єдналися в легенді в одного) на чолі слов'янського племені лендзян, що згодом брали участь в етногенезі поляків. Можливо був одним з слов'янських князів, які боролися з аварами.
Вперше історія про Леха була написана в часи Вацлава II, короля Богемії, з династії Пржемисловичів. З метою обґрунтування об'єднання Чехії та Польщі під одною династією.
Відповідно до розробки цього міфу чеським письменником Алоїсом Їрасеком Чех та Лях зупинилися в області Татр, згодом Лех заснував місто Коужим (в сучасній Чехії). Після смерті Чеха старійшини запропонували Леху владу над чеськими племенами, але зрештою було обрано Крока.

## В літературі
За аналогом античної «Енеїди» польський поет Мацей Казимир Сарбевський присвятив Леху поему-казку «Лехіада». Її було розраховано на 12 томів (або частин), але не було завершено. Натепер збережено лише фрагмент 11-ї книги.